# Blauberg
Blauberg (ook: Blauwberg) is een landelijk gehucht in het oosten van de gemeente Herselt in de Belgische provincie Antwerpen.

## Geschiedenis
Het gehuchtje werd reeds in 1233 als Blybergh vermeld. Het behoorde aan de heerlijkheid Herselt, al viel het parochiaal onder Sint-Lambertusparochie van Westerlo. Het gehucht lag oorspronkelijk meer richting Averbode. Op 18de-eeuwse Ferrariskaarten is het gebied nog hoofdzakelijke arme heidegrond, met weinig bebouwing. Historisch behoorde deze Veelse Heide tot het nabijgelegen kroondomein van de familie de Merode. Een deel van het gebied werd verkocht aan Herselt voor het oprichten van een nieuwe parochie. De parochie van Onze-Lieve-Vrouw Onbevlekt Ontvangen werd opgericht in 1857 en was de tweede parochie in Herselt. Uiteindelijk ontwikkelde zich een nieuwe wijk rond de nieuwe parochiekerk. De oude wijk werd verlaten; de naam Blauberg bleef behouden voor de nieuwe wijk. Aanvankelijk ontwikkelde zich wat bebouwing langs de staatsbaan van Herselt naar Averbode uit 1893. In de tweede helft van de 20ste eeuw werden nieuwe woonwijken aangelegd.

## Bezienswaardigheden
- De Onze-Lieve-Vrouw-Onbevlekt-Ontvangenkerk uit 1858
- De pastorie uit 1857
- De Wezelkapel
- De Sint-Corneliuskapel uit 1859
- Het standbeeld (Kaas) dat in 1990 ter ere van Willem Elsschot ingehuldigd werd.

## Natuur en landschap
Blauberg ligt in de Zuiderkempen. Het is een bosrijke omgeving met ten noorden van de kom de natuurgebieden Hertberg en Helschot. Ten zuidoosten vindt men het natuurgebied Averbode Bos en Heide. Noordwestelijk van Blauberg ligt een getuigenheuvel die een hoogte van 29 meter bereikt.

## Cultuur
- Tijdens het eerste weekend van september vindt Gitannekesfoor plaats.
- De eerste zondag van juli is er een grote dorpskermis.

## Nabijgelegen kernen
Averbode, Herselt, Bergom, Ter Hoeve